# Trioza camerounensis
Trioza camerounensis är en insektsart som beskrevs av Jennifer L. Hollis 1984. Trioza camerounensis ingår i släktet Trioza och familjen spetsbladloppor.
Artens utbredningsområde är Kamerun. Inga underarter finns listade i Catalogue of Life.